# エクスプレス (テレビ番組)
『エクスプレス』（番組ロゴ上の表記は「exp」）は、1999年3月29日から2002年3月29日までTBS系で平日の6:00 - 8:30（JST）に生放送されていた朝の情報番組・報道番組である。ステレオ放送。

## 概要
視聴率不振に終わった前番組『おはようクジラ』に代わって、視聴者層をOLに定め、キャスター、コーナー出演等を同年代の女性タレントが担当する事を売りにスタートした。メイン司会には女優のとよた真帆、タレントのリサ・ステッグマイヤーと『おはようクジラ』から続投した小川知子（当時TBSアナウンサー）が起用された。
前番組『おはようクジラ』が行っていなかった「芸能情報」が『フレッシュ!』以来復活した。
番組開始の1時間前である5:00（地域によっては5:30）からは、『いちばん!エクスプレス』という事前の関連番組が放送された。また、2000年10月から半年間は『夜のエクスプレス』という、裏話を中心とした深夜番組がTBSと一部の系列局で放送された。L'Arc〜en〜Cielがテーマソングを歌っていた事でも知られている。オリコンのデイリーチャートや新譜紹介など音楽情報が充実していた。天気予報のBGMには主に新人アーティストの楽曲が使われていた。
1999年10月以降はTBSアナウンサーが数人入れ代わった。2000年2月にとよたが自身の写真集「ambient M」の問題を理由に降板。共に司会を務めていたリサやその他の出演者も降板し、その後は小林豊と木村郁美（共に当時TBSアナウンサー）が残留した小川とメインになる（小川は途中で『JNNニュースの森』へ異動）。同年3月から、7時台後半から8時台前半の時間帯を、他局でいう朝のワイドショー番組的なコーナー枠に当てるようになる（当初は「特報745」としてスタートし、「特報740」を経て「特報exp」のタイトルに落ち着いた）。なお、このフォーマットは2014年3月終了の『朝ズバッ!』まで踏襲されていた。しかし初期のコンセプトを壊すものとなり2002年3月29日に放送終了した。
あからさまな女性狙いの構成が裏目と出て視聴率は低迷した。

## エピソード
- スポーツコーナー担当者が番組出演を機会に結婚している。林恵子が福岡ダイエーホークス（現：福岡ソフトバンクホークス）の松中信彦と、高橋志保が朝刊コーナー担当の駒田健吾とそれぞれ結ばれた（ただし、駒田と高橋は後に離婚）。
- 女医で1996年「ミス日本フォトジェニック」でもある西川史子が健康・美容情報のコーナー司会を担当した時代があった。
- 番組初期にはTBS系列各局と中継を結ぶ企画があった[1]が、短期間で廃止された。『モーニングジャンボおはよう地球さん』から長らく続き、前番組の『おはようクジラ』ではメインでもあったTBS系列各局からの中継コーナーも当番組をもって一旦終了した。それ以降、約21年間は原則東京からの放送となり、『ウォッチ!』ならびに『みのもんたの朝ズバッ!』の初期の企画以外では系列局が絡む事は殆ど無かった（報道関係の中継は除く）。系列局からの中継は2021年10月開始の『THE TIME,』でTBS系列各局からの中継コーナーが設定されるまで同時間帯の番組では放送されなかった。

## 出演者

### メインキャスター・ニュースコーナー
| 期間      | 期間      | キャスター | キャスター                      | ニュースコーナー | ニュースコーナー | ニュースコーナー | ニュースコーナー | ニュースコーナー |
| 期間      | 期間      | メイン     | アシスタント                    | 月曜             | 火曜             | 水曜             | 木曜             | 金曜             |
| --------- | --------- | ---------- | ------------------------------- | ---------------- | ---------------- | ---------------- | ---------------- | ---------------- |
| 1999.3.29 | 1999.9.24 | とよた真帆 | リサ・ステッグマイヤー 小川知子 | 斎藤英津子       | 斎藤英津子       | 斎藤英津子       | 斎藤英津子       | 斎藤英津子       |
| 1999.9.27 | 2000.2.25 | とよた真帆 | リサ・ステッグマイヤー 小川知子 | 小笠原亘         | 小笠原亘         | 秋沢淳子         | 秋沢淳子         | 秋沢淳子         |
| 2000.2.28 | 2001.3.30 | 小林豊     | 小川知子 木村郁美               | 小笠原亘         | 小笠原亘         | 秋沢淳子         | 秋沢淳子         | 秋沢淳子         |
| 2001.4.2  | 2002.3.29 | 小林豊     | 木村郁美                        | 岡田泰典         | 岡田泰典         | 岡田泰典         | 岡田泰典         | 岡田泰典         |

※木村郁美の夏休み時は、海保知里、久保田智子（どちらも当時TBSアナウンサー）のどちらかが代理で担当。

### スポーツコーナー
| 期間       | 期間       | メイン   | サブ     | サブ     | サブ     | サブ     | サブ     |
| 期間       | 期間       | メイン   | 月曜     | 火曜     | 水曜     | 木曜     | 金曜     |
| ---------- | ---------- | -------- | -------- | -------- | -------- | -------- | -------- |
| 1999.3.29  | 2000.10.27 | 林恵子   | 緒方耕一 | 緒方耕一 | 岡崎郁   | 川口和久 | 川口和久 |
| 2000.10.30 | 2001.3.30  | 村瀬美希 | 緒方耕一 | 緒方耕一 | 岡崎郁   | 川口和久 | 川口和久 |
| 2001.4.2   | 2002.3.29  | （不在） | 村瀬美希 | 畑山隆則 | 高橋志保 | 高橋志保 | 高橋志保 |

### お天気コーナー・ミュージックコーナー
| 期間      | 期間      | お天気   | ミュージック |
| --------- | --------- | -------- | ------------ |
| 1999.3.29 | 1999.9.24 | 真壁京子 | 森川美穂     |
| 1999.9.27 | 2000.9.29 | 真壁京子 | 高橋里華     |
| 2000.10.2 | 2002.3.29 | 真壁京子 | （なし）     |

### 朝刊コーナー
| 期間      | 期間      | 月曜                                       | 火曜                                       | 水曜                                       | 木曜                                       | 金曜                                       |
| --------- | --------- | ------------------------------------------ | ------------------------------------------ | ------------------------------------------ | ------------------------------------------ | ------------------------------------------ |
| 1999.3.29 | 1999.9.24 | 小島慶子                                   | 長岡杏子                                   | 長岡杏子                                   | 小倉弘子                                   | 小倉弘子                                   |
| 1999.9.27 | 2000.2.25 | 小島慶子                                   | 長岡杏子                                   | 斎藤英津子                                 | 戸田恵美子                                 | 安東弘樹                                   |
| 2000.2.28 | 2001.3.30 | 小林豊 小川知子（6時台） 木村郁美（7時台） | 小林豊 小川知子（6時台） 木村郁美（7時台） | 小林豊 小川知子（6時台） 木村郁美（7時台） | 小林豊 小川知子（6時台） 木村郁美（7時台） | 小林豊 小川知子（6時台） 木村郁美（7時台） |
| 2001.4.2  | 2002.3.29 | 小笠原亘                                   | 小笠原亘                                   | 小笠原亘                                   | 駒田健吾                                   | 駒田健吾                                   |

### リポーター
中継
※関東地区担当
| 期間      | 期間      | 男性     | 女性              |
| --------- | --------- | -------- | ----------------- |
| 1999.3.29 | 1999.9.24 | 鈴木順   | 沢えりか          |
| 1999.9.27 | 2000.2.25 | 鈴木順   | 沢えりか 外山惠理 |
| 2000.2.28 | 2002.3.29 | （不在） | 海保知里          |

特報シリーズ
| 期間      | 期間       | 男性                                | 女性                                                           |
| --------- | ---------- | ----------------------------------- | -------------------------------------------------------------- |
| 2000.2.28 | 2000.9.29  | 向井政生 清原正博 岩井健浩 山下修一 | 榊原知子                                                       |
| 2000.10.2 | 2001.3.30  | 清原正博 山下修一                   | 榊原知子 石川小百合                                            |
| 2001.4.2  | 2001.11.30 | 山下修一 大松彰                     | 石川小百合 龍智子 安田佑子 宮田めぐみ 前ちあき 湶尚子          |
| 2001.12.3 | 2002.3.29  | 山下修一 大松彰                     | 石川小百合 龍智子 安田佑子 宮田めぐみ 前ちあき 湶尚子 石山愛子 |

英語で智アリ
- 2001年1月 - 2002年3月：クリステル・チアリ

レシート拝見
- 2001年10月 - 2002年3月：安住紳一郎

### コメンテーター
レギュラー
| 期間      | 期間      | レギュラー | レギュラー | レギュラー | レギュラー | レギュラー | 芸能       | 芸能       | 芸能       | 芸能     | 芸能     |
| 期間      | 期間      | 月曜       | 火曜       | 水曜       | 木曜       | 金曜       | 月曜       | 火曜       | 水曜       | 木曜     | 金曜     |
| --------- | --------- | ---------- | ---------- | ---------- | ---------- | ---------- | ---------- | ---------- | ---------- | -------- | -------- |
| 1999.3.29 | 2000.2.25 | 池坊雅史   | 池坊雅史   | 池坊雅史   | 池坊雅史   | 葉千栄     | 佐々木博之 | 佐々木博之 | 佐々木博之 | 堀越幸子 | 堀越幸子 |
| 2000.2.28 | 2001.3.30 | 伊藤芳朗   | 池坊雅史   | 池坊雅史   | 池坊雅史   | 稲増龍夫   | 佐々木博之 | 佐々木博之 | 佐々木博之 | 堀越幸子 | 堀越幸子 |
| 2001.4.2  | 2001.6.29 | 伊藤芳朗   | 池坊雅史   | 福島瑞穂   | 二木啓孝   | 稲増龍夫   | （不在）   | （不在）   | （不在）   | （不在） | （不在） |
| 2001.7.2  | 2001.9.28 | 伊藤芳朗   | 斎藤精一郎 | 福島瑞穂   | 二木啓孝   | 稲増龍夫   | （不在）   | （不在）   | （不在）   | （不在） | （不在） |
| 2001.10.1 | 2002.3.29 | 伊藤芳朗   | 斎藤精一郎 | 田畑光永   | 二木啓孝   | 稲増龍夫   | （不在）   | （不在）   | （不在）   | （不在） | （不在） |

特報シリーズ
| 期間      | 期間      | 月曜     | 火曜       | 水曜     | 木曜       | 金曜       |
| --------- | --------- | -------- | ---------- | -------- | ---------- | ---------- |
| 1999.3.29 | 2000.9.29 | 奈美悦子 | 山田美保子 | 奈美悦子 | デヴィ夫人 | 浅草キッド |
| 2000.10.2 | 2001.3.30 | 奈美悦子 | 山田美保子 | 奈美悦子 | （不在）   | 浅草キッド |
| 2001.4.2  | 2001.9.28 | 奈美悦子 | （不在）   | 奈美悦子 | （不在）   | （不在）   |

雑誌パトロール
- 加藤将輝

### 彩食健美
| 期間      | 期間      | 第1週    | 第2週    | 第3週    | 第4週    | 第5週    |
| --------- | --------- | -------- | -------- | -------- | -------- | -------- |
| 1999.3.29 | 2000.2.25 | 池上保子 | 池上保子 | 本多京子 | 池上保子 | 池上保子 |
| 2000.2.28 | 2000.9.29 | 池上保子 | 本多京子 | 板井典夫 | 池上保子 | 池上保子 |

### ザ★プチモビクス
- 2001年4月 - 2001年8月：プッチモニ（後藤真希、保田圭、吉澤ひとみ）

### その他
| 期間      | 期間       | 男性              | 女性                             |
| --------- | ---------- | ----------------- | -------------------------------- |
| 1999.3.29 | 1999.9.24  | 加藤将輝 末吉くん | 王理恵 田島絵里香 西川史子       |
| 1999.9.27 | 2000.2.25  | 末吉くん          | 田島絵里香 さいきあさ            |
| 2000.2.28 | 2000.10.27 | （不在）          | 田島絵里香 さいきあさ なかむら恵 |

## テーマ曲

### オープニングテーマ
- 1999年4月 - 2000年9月：L'Arc〜en〜Ciel「What is love」
- 2000年10月 - 2001年10月：山崎まさよし「Good Morning」
- 2001年11月 - 2002年3月：CHAGE and ASKA「not at all」

### コーナー曲
占いコーナー
- 2000年2月：杏子「恋愛大未遂 〜If only I were still there」
- ザ・コブラツイスターズ「サクラサク」
- 2000年12月 - 2001年1月：rumania montevideo「恋するベティー」

その他
- advantage Lucy「Armond」
- 奥井雅美「Just do it」
- Pigbag「Papa's Got A Brand New Pigbag」：「雑誌パトロール」コーナーBGM

## スタッフ
- ナレーター：服部潤、夕城千佳、中井和哉、遊佐浩二（1999年4月 - 2002年3月、メイン）、池田秀一（2001年1月 - 2001年12月、メイン・火曜日のみ）、堀井美香（1999年4月 - 2000年4月、24星座占い）、海保知里（2000年5月 - 2001年3月、24星座占い）、キートン山田（2000年3月 - 2001年3月、ニュースな疑問）、田中秀幸（2001年1月 - 2002年3月、英語で智アリ）、西脇保、河内孝博（スポーツコーナー）
- 制作プロデューサー：高田卓哉（1999年7月 - 2001年3月）、鈴木達郎（2001年1月 - 2002年3月）
- 制作会社：TBSビジョン（月曜日）、東放制作（火曜日2001年）、BMC（水曜日）、泉放送制作（木曜日）、D:COMPLEX（金曜日）
- 芸能取材：ファーストハンド
- ＪＮＮ・ＴＢＳ中継＆天気予報：フラジャイル
- ザ★プチモビクス トータルプロデュース：つんく♂
- 制作著作：TBS

## 『エクスプレス』のローカル差し替えミニ番組枠（当時）
- 「お誕生日おめでとう」（内包番組、テレビユー山形 (TUY) 制作、山形県ローカルのミニコーナー枠・『おはようクジラ』から『ウォッチ!』にかけての、これらの早朝番組枠を差し替えて、AM7:25頃から約2分間の時間内にＯ.Ａ.放映。当時のこの番組内のローカル枠があったのはTUYのみである）